# Heinz Henze
Heinz Henze (* 25. Mai 1912 in Berlin; † 13. Januar 2009 in Brüssel) war ein deutscher Jurist.

## Leben
Er studierte in Berlin, Greifswald und Innsbruck (1931–1936). Nach dem Staatsexamen in Rechtswissenschaften (1936) leistete er von 1936 bis 1937 seinen Militärdienst ab. Von 1937 bis 1940 war er Referendar an verschiedenen Gerichten, 1940 legt er das zweite Staatsexamen ab.
1940 wurde er zum Kriegsdienst einberufen und von 1944 bis 1945 war er in amerikanischer Kriegsgefangenschaft, in der er Walter Hallstein kennenlernte. Nach dem Krieg trat er in das bayerische Wirtschaftsministerium ein, ab 1949 vertrat er den Verband der Chemischen Industrie in München (bis 1953), dann war er bis 1957 Hauptgeschäftsführer beim Bundesverband der Textilindustrie und Rechtsanwalt in Frankfurt am Main.
1958 trat er in die Generaldirektion für Sozialpolitik der Europäischen Kommission ein. Als Leiter der Abteilung „Arbeitskräfte“ war eines seiner Hauptarbeitsbereiche die Freizügigkeit der Arbeiter und arbeitete eng mit Walter Hallstein zusammen. 1966 leitete er die Direktion B „Arbeitskräfte“ und 1973 wurde er Generaldirektor ehrenhalber. Nach dem Ausscheiden aus der EG-Kommission war er wieder als Rechtsanwalt tätig und Geschäftsführer des Europäischen Industrieverbandes (Frankfurt-Brüssel) (1974–1982).
In den letzten Jahren setzte er sich besonders dafür ein, die europäische Idee unter jungen Menschen voranzutragen.